# Kandis (sukker)
 For alternative betydninger, se Kandis. (Se også artikler, som begynder med Kandis)
Kandis, også kaldet brystsukker, er slik som hovedsagelig består af krystalliseret rørsukker, og som har store gulbrune krystaller af varierende størrelse.
Kandis er blevet fremstillet i meget lang tid i Indien og det tidlige Persien, normalt ved at tråde hænges i en overmættet sukkeropløsning, hvorefter krystallerne vokser frem på trådene. Allerede i gamle dage forekom det, at tilsætningsstoffer brugtes for at give sukkeret farve eller smag. I dag hænder det at kandis tilsættes karamelfarve for at gøre farven kraftig.

## Ølbrygning
Kandis anvendes desuden af belgiske ølbryggere og findes i belgisk ale, klosterøl og trappistøl, hvilket inkluderer munkenes dobbelte og tredobbelte samt i Biere de Gardes. Det fælles træk for disse ølsorter er, at de er alkoholstærke med 6 til 10 procent alkoholvolumen, og at de ikke har en stor krop. Denne lettere krop fremkommer netop fordi man anvender kandis, som kun frembringer alkohol ved gæring uden direkte at give nogen smag.